# Кармасан (приток Белой)
Кармаса́н (баш. Ҡармасан) — река в России, протекает в Республике Башкортостан. Устье реки находится в 387 км по левому берегу реки Белой. Длина реки — 128 км, площадь водосборного бассейна — 1780 км².

## Название
Гидроним Кармасан происходит от башкирского личного имени баш. Ҡармасан. Чермасан и Кармасан были сыновьями Ялык-бея, который являлся одним из организаторов борьбы башкир против войска Тамерлана.

## Данные водного реестра
По данным государственного водного реестра России относится к Камскому бассейновому округу, водохозяйственный участок реки — Белая от города Уфа до города Бирск, речной подбассейн реки — Белая. Речной бассейн реки — Кама.
Код объекта в государственном водном реестре — 10010201512111100025057.